# ケン・ジョセフ
ケン ジョセフ ジュニア (JOSEPH KENNETH PHILLIP. Ken Joseph Jr.、1957年2月3日 - ) は、東京都生まれの在日アッシリア系米国人。非営利団体代表、景教研究家、日ユ同祖論研究家。
千葉大学客員特任教授。非営利団体アガペハウス代表。株式会社ホリプロ所属。

## 経歴
ジョセフは、日本でクリスチャンアカデミーを卒業し、米国カリフォルニア州ラミラダのバイオラ大学で異文化間コミュニケーションとマスコミュニケーションで学位を取得し、卒業後の1987年に日本に戻った。

## 著書
- 『ハロー…た・す・け・て―ドキュメント・日本人留学生ヘルプライン』アルク、1989
- 『聖書に隠された日本・ユダヤ封印の古代史2 仏教・景教篇』久保有政共著 徳間書店、2000
- 『隠された十字架の国・日本―逆説の古代史』徳間書店、2000
- 『隠された聖書の国・日本』5次元文庫、2008